# زمین در فقه اسلامی
زمین در فقه اسلامی کتابی از حسین مدرسی طباطبایی است که در سال ۱۳۶۲ منتشر و در مراسم کتاب سال جمهوری اسلامی ایران به‌عنوان کتاب برگزیده معرفی شد.